# 前田亘輝 & HIS BLUES FRIENDS
『前田亘輝 & HIS BLUES FRIENDS』（まえだのぶてる アンド　 ヒズブルース フレンズ）は前田亘輝及び縁のあるブルースミュージシャンを招いて制作された企画盤。1993年2月1日にSony Recordsから発売後、2007年6月20日にSony Music Associated Recordsから再発売。

## 概要
前作から1年2ヶ月振りの新作。
本作は名目上、前田のソロプロジェクトではあるが、前田の曲が3曲、永井隆、近藤房之助、Quncho、生沢佑一の曲が2曲ずつコンピレーション形式で収録。前田亘輝 & HIS BLUES FRIENDSとしての楽曲は10曲目『Face To Face』のみ。この曲は後に同年11月発売ソロ・シングル『Try Boy,Try Girl』にカップリング曲として前田の単独ボーカルバージョンで再録した。

## 収録曲
- CDブックレットに記載されたクレジットを参照[4]。

| 全編曲: 葉山たけし & M.Project。 |                              |            |                                                |       |
| #                                | タイトル                     | 作詞・作曲 | アーティスト                                   | 時間  |
| 1.                               | 「Hey Everybody!」           | 前田亘輝   | 前田亘輝                                       | 3:16  |
| 2.                               | 「Shining You」              | Quncho     | Quncho                                         | 3:58  |
| 3.                               | 「Whisky Oh! Whisky」        | 永井隆     | 永井隆                                         | 5:26  |
| 4.                               | 「Mama Always Told Me」      | 生沢佑一   | 生沢佑一                                       | 3:53  |
| 5.                               | 「おはよーよる」             | 近藤房之助 | 近藤房之助                                     | 4:45  |
| 6.                               | 「Red Cherry Baby」          | 永井隆     | 永井隆                                         | 4:04  |
| 7.                               | 「Big City Names L.A.」      | Quncho     | Quncho                                         | 5:56  |
| 8.                               | 「Kinky Funky Lady」         | 生沢佑一   | 生沢佑一                                       | 3:49  |
| 9.                               | 「きみんちのななつのとびら」 | 近藤房之助 | 近藤房之助                                     | 5:21  |
| 10.                              | 「Face To Face」             | 前田亘輝   | 前田亘輝、生沢佑一、近藤房之助、永井隆、Quncho | 6:01  |
| 11.                              | 「わかって愛しい女よ」       | 前田亘輝   | 前田亘輝                                       | 6:10  |
| 合計時間:                        | 合計時間:                    | 合計時間:  | 合計時間:                                      | 52:39 |

## スタッフ・クレジット
- CDブックレットに記載されたクレジットを参照[5]。

### 参加ミュージシャン
- 山岸潤史 - ギター（#1）
- 塩次伸二 - ギター (#2,7)
- 葉山たけし - ギター (#8,11)、全編曲
- 中島正雄 - ギター (#11)
- 渡辺直樹 - ベース (#1,10,11)
- 金澤英明 - アコースティックベース (#7)
- 岡本郭男 - ドラム (#1,10,11)
- 小島良喜 - ピアノ (#1,3,6,7)、オルガン (#2)
- 中西康晴- ピアノ、オルガン (#10,11)
- 勝田一樹 - サックス (#9,10,11)
- 数原晋 - トランペット (#6)
- 加藤友彦 - ブルースハープ (#8)
- 生沢佑一 - コーラス (#1.3)
- 岩切玲子 - コーラス (#1)
- 栗林誠一郎 - コーラス (#2,7)
- 大黒摩季 - コーラス (#3,11)
- 高原裕枝 - コーラス (#4,8,9)

### 録音スタッフ
- 長戸大幸 (ビーイング) - プロデューサー
- 中島正雄 (ビーイング) - ディレクター
- 小松久 (ビーイング) - ディレクター
- 寺尾広 (ビーイング) - ディレクター
- 寺島良一 (ビーイング) - ディレクター
- 坂本圭二郎 (ビーイング) - アシスタント
- 相原雅之 (T's STUDIO) - レコーディング、ミックス
- 近藤信 - レコーディング・エンジニア
- 蓬田尚紀 – レコーディング・エンジニア
- 青木良樹 - レコーディング・エンジニア
- 小林廣行 - アシスタント・エンジニア
- スタジオバードマン・ミキシング・チーム – アシスタント・エンジニア
- Shin Takakurwa (T's studio) - アシスタント・エンジニア

### 美術スタッフ
- 鈴木謙一 (ビーイング) – アート・ディレクション
- Hiroaki Kondo (Being) - デザイン
- Hiroko Goto (Being) - デザイン
- 鮫島俊介 - 写真撮影

### その他スタッフ
- 津田敏忠 - マネージャー
- ADING - プロモーション・オフィス
- 矢田部俊秀 (Ading) - プロモーション・スタッフ
- Kamimura Hirofumi - プロモーション・スタッフ
- Shunsuke Sakai (COLOUR'D) - スペシャル・サンクス
- TetsuRoh Misawa (BMP) - スペシャル・サンクス
- 橋爪健康 - エグゼクティブ・プロデューサー
- 菅原潤一 - エグゼクティブ・プロデューサー

## リリース日一覧
| No. | リリース日    | レーベル                       | 規格         | カタログ番号 | 備考                   |
| --- | ------------- | ------------------------------ | ------------ | ------------ | ---------------------- |
| 1   | 1993年2月1日  | Sony Records                   | CD           | SRCL-2566    |                        |
| 2   | 2007年6月20日 | Sony Music Associated Records  | CD           | AICL-1867    |                        |
| 3   | 2012年11月7日 | ソニー・ミュージックレーベルズ | AAC-LC       | -            | デジタル・ダウンロード |
| 4   | 2012年11月7日 | ソニー・ミュージックレーベルズ | ロスレスFLAC | -            | デジタル・ダウンロード |